# Marktstraße 29 (Wernigerode)

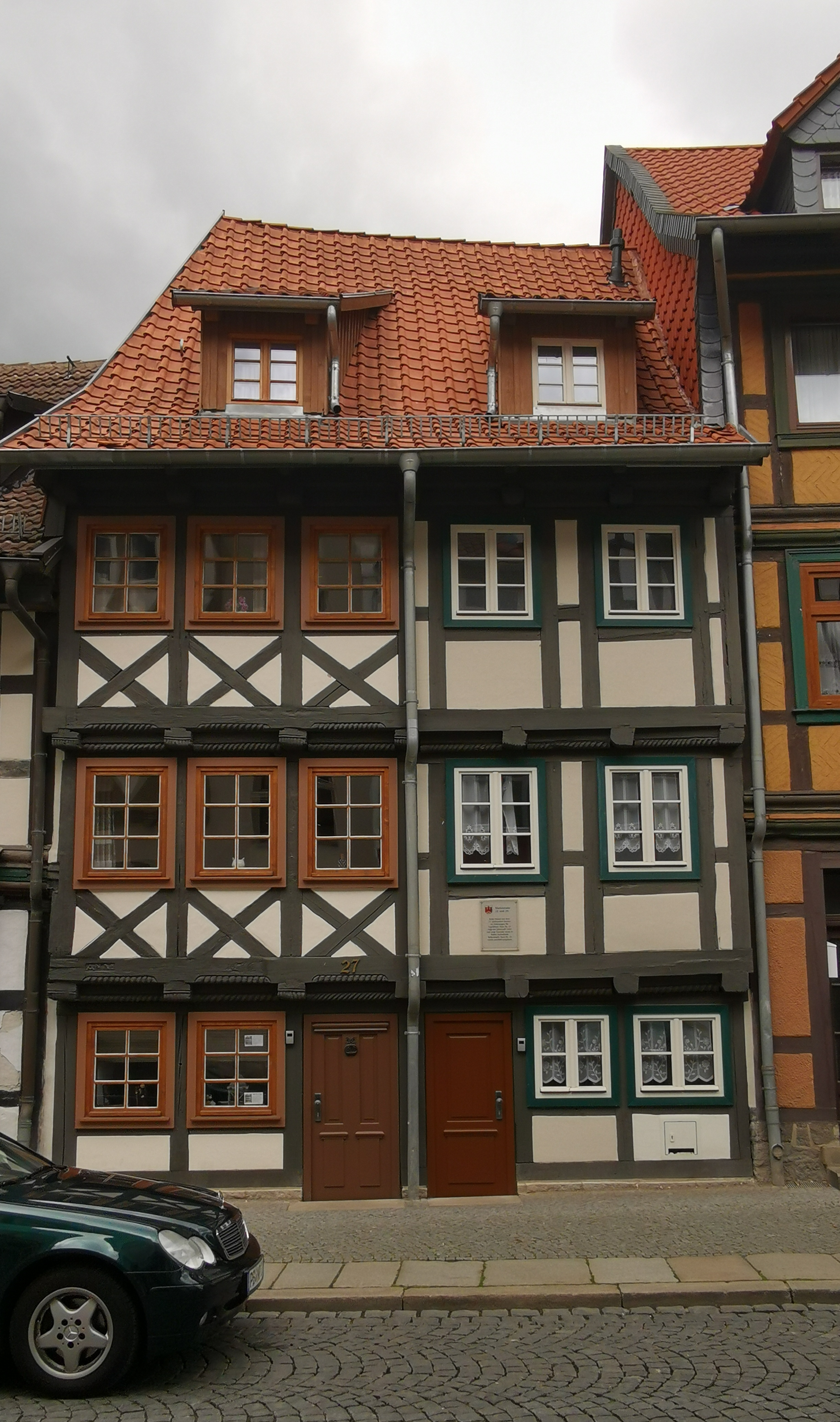
Marktstraße 27 (links) und 29 (rechts) im Jahr 2022

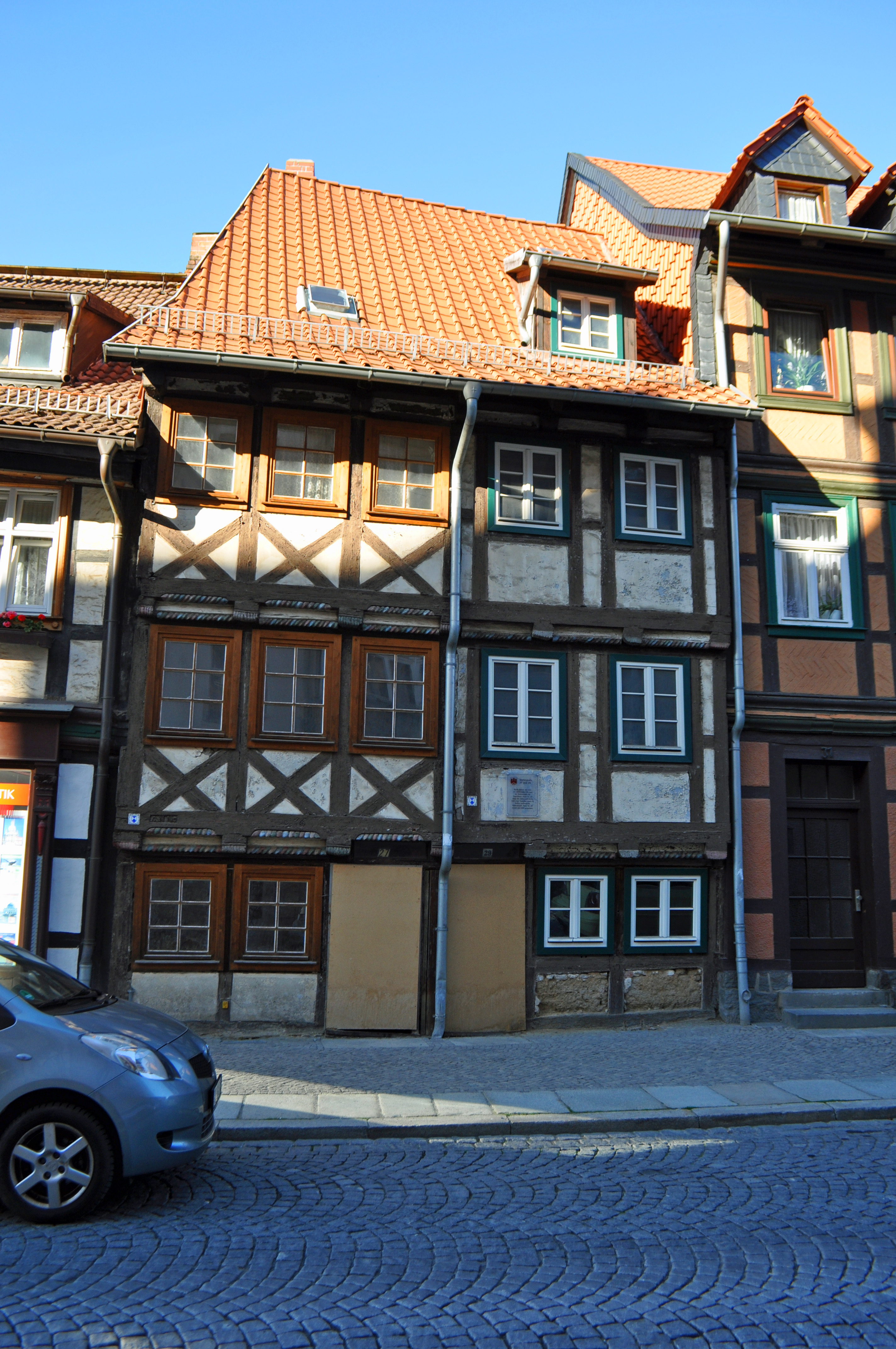
Das Doppelhaus im Zustand 2013 vor der Sanierung

Das Haus Marktstraße 29 ist ein denkmalgeschütztes Haus in der Altstadt von Wernigerode, Landkreis Harz, in Sachsen-Anhalt. Es handelt sich um ein früher als Wohnhaus genutztes Gebäude.

## Lage
Die Marktstraße 29 befindet sich im südlichen Teil der Wernigeröder Innenstadt, ca. 150 Meter entfernt vom Marktplatz an der Ostseite der Marktstraße.

## Architektur und Geschichte
Es handelt sich um ein dreietagiges Fachwerkhaus mit Dachgeschoss aus dem 17. Jahrhundert. Ein Baujahr ist nicht bekannt, aber da das linke Nachbargebäude von 1656 stammt und es mit diesem zusammengebaut sein wird, ist ein gleiches Alter anzunehmen.
Im ersten und zweiten Obergeschoss des Hauses sind an der Straßenfront lediglich zwei Fenster vorhanden. Das Gebäude ist also relativ schmal.
Das Dach, auf dem sich eine kleine Gaube befindet, hat eine unmittelbare Verbindung zum benachbarten Gebäude Marktstraße 27.
Das Erdgeschoss des Gebäudes ist von der Höhe auffallend niedrig gehalten worden. Dadurch hat der Hauseingang nicht einmal eine Höhe von 1,80 m. Dies führte dazu, dass sich der volkstümliche Ausdruck Villa Duckdich für dieses und das benachbarte Gebäude verbreitete.
Früher trug das Gebäude die Ortslistennummer 639. Es handelte sich damals um ein Wohnhaus mit querliegendem Hofraum und Stall. Eigentümer waren in den Jahren 1895/1896 der Handelsmann Ernst Brüning und dessen Ehefrau Karoline geb. Brüning. Ihnen folgte 1906 deren Sohn Bernhard Brüning, der es an den Arbeiter Hans Peters verkaufte. Auch in früheren Jahrhunderten haben einfache Arbeiter und Tagelöhner dieses Haus bewohnt.
Im örtlichen Denkmalverzeichnis ist das Haus als Baudenkmal unter der Erfassungsnummer 094 25175 verzeichnet.
Im Jahr 2015 wurden die beiden Häuser Marktstraße 27 und Marktstraße 29 von einer Familie aus Bayern erworben und in den Jahren 2016 bis 2018 totalsaniert. Dabei wurden die Gebäude vollständig entkernt und denkmalgerecht neu aufgebaut. Die räumlichen Verhältnisse stellten dabei eine besondere Herausforderung dar: Das Haus Marktstraße 29 besitzt an der Straßenfront nur eine Breite von etwas mehr als 3 Metern. Diese nimmt zur Rückseite hin noch weiter ab und beträgt dort nur noch knapp über 2 Meter. Nach der Sanierung verfügen die Häuser über je zwei Schlafzimmer, ein Wohnzimmer, eine Küche mit Essbereich sowie zwei Bäder. Seit 2019 werden die beiden Häuser als Ferienhäuser genutzt.